# Gravemind
Gravemind es una inteligencia parasítica ficticia en el Universo de Halo. Si bien, sólo un Gravemind se ha visto en los juegos, el nombre le es dado a la etapa final de la evolución Flood. Los Flood son unos parásitos altamente infecciosos, los cuales aparecen en gran cantidad de veces durante la historia de Halo. El supersoldado humano Jefe Maestro y el guerrero del Covenant el Inquisidor se encontraron una vez con Gravemind en las entrañas del antiguo anillo Forerunner, la Instalación 05, donde las criaturas Flood forjaron una alianza entre los dos enemigos para detener la activación del anillo —un evento que puede destruir a los Flood y a todo tipo de vida conocida. La voz del personaje está hecha por Dee Bradley Baker.
Haciendo su primera aparición en Halo 2, Gravemind fue introducido para disipar la idea de que los Flood eran un tipo de virus violento. El personaje fue diseñado por un equipo de Bungie Studios que incluía a los artistas Robert McLees y Juan Ramírez, quienes desarrollaron lentamente a una criatura gigante con tentáculos y un aterrador nivel de inteligencia. Conducido por el deseo de expandirse, Gravemind es astuto y manipulativo; forma alianzas tan a menudo como él intenta consumirse a sus aliados, no obstante, el propósito de Gravemind era utilizar a Jefe Maestro como una distracción y así se apoderó de la nave In Amber Clad y llevó a todo su ejército Flood de Delta Halo a Suma Caridad. Los Flood quedaron victoriosos y consumieron toda Suma Caridad gracias a la trampa de Gravemind.El personaje no fue bien recibido por muchos críticos durante su aparición en Halo 2, y críticos de 1UP.com arguyeron que su rol en Halo 3 era confuso y sin un motivo claro. El crítico más positivo Aaron Sagers utilizó a Gravemind com ejemplo de una «frenemía» —la aparición de la criatura hace que el Jefe Maestro pelee contra los Flood de un modo más personal y dramático.

## Aparición

### Halo 2
Gravemind hace su primera aparición en el punto medio de la campaña de Halo 2. Usando sus tentáculos para salvar al Jefe Maestro y al Inquisidor, Gravemind los confronta cara a cara en un abismo de Delta Halo. Gravemind revela al Inquisidor que los constructores del anillo, los Forerunner, murieron cuando activaron la instalación con el único objetivo de detener el avance de los Flood; el Jefe Maestro confirma lo que la criatura dice habiendo detenido el fuego en otro anillo en Halo: Combat Evolved. Aunque el Inquisidor no aceptó la verdad inmediatamente, Gravemind envía al Jefe Maestro a la ciudad Covenant Suma Caridad y al Inquisidor a la sala de control de Halo con el fin de detener al Covenant y de que activen la instalación la cual destruya a toda especie de vida por segunda vez. Aunque él promete una alianza, Gravemind tiene otro motivos. Sus Flood infectan la nave humana In Amber Clad y haciendo un aterrizaje en Suma Caridad, en un esfuerzo para usar la estación para escapar a los confines de Halo. Teniendo bajo su control la ciudad, Gravemind pregunta a A.I. Cortana, a quién dejó detrás para destruir Suma Caridad si Halo se activaba. Gravemind contesta que él es el único que hace las preguntas y que le debe de contestar, a lo que Cortana responde. Una historia corta en la antología de 2009 Halo: Evolutions detalla la conversación.

### Halo 3
Gravemind es uno de los principales antagonistas de Halo 3. Mientras el Jefe Maestro y el Inquisidor regresan a la Tierra con el fin de detener al Profeta de la Verdad, el líder religioso del Covenant, de activar un artefacto Forerunner enterrado en África, Gravemind regresa a Suma Caridad con la colmena Flood y envía un crucero infectado a la Tierra en un esfuerzo por infectar el planeta; este plan falla, y un mensaje de Cortana informa al Jefe Maestro y a sus aliados de la existencia de un Arca, una estación especial construida por los Forerunner fuera de la Vía Láctea donde todos los Halo pueden ser activados. Gravemind, el Inquisidor, y el Jefe Maestro quieren detener a Verdad de activar los anillos, por lo que una vez más se alían con el Inquisidor y el Jefe Maestro. Tan pronto como Verdad es asesinado, Gravemind traiciona al Inquisidor y al Jefe Maestro,  éste escapa de las garras de los Flood y rescata a Cortana de Suma Caridad. A pesar de ser torturada por Gravemind, Cortana mantiene seguro un secreto; ella posee el índice de la Instalación 04, la cual le quitó a 343 Guilty Spark durante Halo: Combat Evolved. Usando el índice, Cortana activa el anillo local, destruyendo a Gravemind pero escatimando la vida sensible de la galaxia. Gravemind finalmente aumenta su conocimiento, pero demasiado tarde; el Jefe Maestro escapa con Cortana, destruyendo Suma Caridad en el proceso. Gravemind sobrevive a la explosión, mientras que la reconstrucción de la instalación 04, esta en reconstrucción por el arca. A pesar de sus mejores esfuerzos, el Jefe Maestro y compañía activan Halo, deteniendo una vez más a los Flood. Gravemind, se resigna a morir, no obstante insiste que sólo se les había alentado —no detenido— a los Flood.

## Recepción
La recepción crítica del líder de los Flood fue generalmente pobre. En una revisión de 'Halo 2, Mike Leonard de la comunidad de AllXbox dijo que la introducción del personaje de Gravemind «onduló mis ojos lo suficiente para que me mareara con el movimiento y viera la parte posterior del interior de mi cráneo»; Leonardo continuó diciendo que el «Pequeño Almacén del Terror» arruinó lo «cool» de la franquicia de Halo. Staff de GamesRadar criticó la única aparición de Gravemind como una señal de que las series de Halo se habían «saltado sobre el tiburón». «Antes de que Gravemind apareciera, nosotros estábamos encantados pues comprendíamos la historia de Halo», ellos escribieron, que la apariencia de la criatura era como la de una Venus Atrapamoscas con un ego y "una tendencia filosófica que chorreaba tonterías", cosa que no se esperaban.  Jeremy Parish de 1UP.com.